# Lumina, Constanța
Lumina là một xã ở hạt Constanţa, România.
Xã này có 3 làng:
- Lumina (tên lịch sử: Valea Neagră (until 1965); Cogealia, Kogea-Ali (đến năm 1929) - tiếng Thổ Nhĩ Kỳ: Kocaali)
- Oituz - được đặt tên theo Oituz (Bacău County)
- Sibioara (tên lịch sử: Cicrâcci, tiếng Thổ Nhĩ Kỳ: Çıkrıkçı)